# Julio López Chávez
Julio López Chávez también conocido como Julio Chávez López (Siglo XIX, San Francisco Acuautla - 9 de julio de 1868, Chalco, Estado de México) fue un líder campesino y rebelde mexicano que participó en la Guerra de Reforma y la Segunda Intervención Francesa en México. Además, lideró una rebelión campesina en el Estado de México en 1868 que buscaba mejorar las condiciones de vida de los campesinos y que es considerada un antecedente del movimiento zapatista.
La rebelión liderada por Julio López Chávez se caracterizó por la toma de haciendas y la distribución de la tierra entre los campesinos. Sin embargo, la rebelión fue aplastada por las fuerzas del gobierno y Julio López Chávez fue ejecutado en Chalco, Estado de México, el 9 de julio de 1868.

## Biografía
Nacido alrededor de 1840 en San Francisco Acuautla, municipio de Ixtapaluca, en el Estado de México. Desde joven, trabajó como peón en las haciendas de la Ciudad de México debido a su condición de campesino.
Durante la Guerra de Reforma y la Segunda intervención francesa en México, se unió al ejército liberal bajo las órdenes de Rafael Cuéllar, y llegó a obtener el grado de Coronel. Sin embargo, en 1861 fue implicado en el asalto a un coche de caballos, lo que lo llevó a ser perseguido por las autoridades.
En 1866, asistió a la Escuela del Rayo y del Socialismo de Chalco, donde aprendió a leer, escribir, oratoria y métodos de organización, así como ideales socialistas. Fue influenciado por el pensamiento del proto-anarquista griego Plotino Rhodakanaty, quien se mudó a México para organizar a campesinos. En 1867, lideró una rebelión para implementar el socialismo y restaurar el antiguo sistema comunitario de tierras. La revuelta comenzó después de que un especulador de tierras drenara el Lago de Chalco, afectando a casi 1,500 campesinos. La revuelta se expandió a lo largo de cuatro estados mexicanos, antes de que el presidente Benito Juárez ordenara la intervención federal.

## Rebelión de 1868
El 31 de diciembre de 1867, Chávez, publicó un manifiesto llamado República y Patria Mexicana, dirigido al presidente Juárez en el que le pidió que se reformara la propiedad agraria con apego a los títulos originales de los pueblos, sin embargo, no recibió respuesta del gobierno federal e inició una revuelta en los pueblos de Chalco, Coatepec, Texcoco, Amecameca y San Francisco Acuautla.
El 23 de marzo de 1868 fue arrestado y posteriormente indultado por el gobierno liberal a cambio de que depusiera las armas, pero en mayo volvió a rebelarse, tomando San Martín Texmelucan, Tlalpan, Chicontepec, Apizaco, San Salvador, San Nicolás de los Ranchos y algunos territorios de Morelos, En abril de 1868 lanzó un segundo manifiesto pero esta vez dirigido a “todos los oprimidos y pobres de México y del Universo” en el que se sintetizan los conceptos anarquistas de la época en México. El primero de abril el ejército tomó la Escuela del Rayo y del Socialismo. Los estudiantes y cientos de campesinos se refugiaron en las faldas del Iztaccíhuatl para evitar ser aprehendidos, en respuesta, López saquea la Hacienda de Buena Vista, propiedad de Mariano Riva Palacio, se llevó los caballos y repartió las tierras a los indígenas que lo siguieron en el ataque. 
López Chávez sería nuevamente capturado el 6 de julio de 1868 en Yautepec, Morelos por el liberal Antonio Flores y posteriormente condenado a muerte según la ley del 6 de diciembre de 1856 de acuerdo a los artículos  5º,  6º  y  54. Finalmente, López Chávez fue ejecutado en Chalco, el 9 de julio de 1868. Durante la rebelión López recibió en principio apoyo armamentístico del general Miguel Negrete que posteriormente se transformaría en apoyo militar, ya que Negrete tomaría los fuertes de Loreto y Guadalupe, sin embargo, Negrete fue derrotado por el General Porfirio Díaz.
Los últimos vestigios del levantamiento se extinguen en Yucatán donde 15 de los seguidores de López fueron fusilados al rebelarse en contra de su incorporación al ejército el 24 de febrero de 1869.

## Legado
El movimiento liderado por Julio López Chávez fue uno de los primeros en la historia de México que demandó una reorganización de la sociedad y luchó por la formación de sociedades agrícolas autónomas basadas en la propiedad comunal de la tierra. Este movimiento es a menudo considerado como un antecedente del movimiento zapatista del siglo XX, que también se basó en la demanda de una reforma agraria radical y la creación de comunidades autónomas indígenas.
El movimiento de López Chávez también es considerado como la primera rebelión socialista en México, aunque algunos autores señalan que sus ideas y prácticas políticas se mezclaban con el anarquismo y otros movimientos radicales de la época. López Chávez propuso una reforma agraria que incluía la restitución de la propiedad de la tierra a los pueblos indígenas y campesinos, y la creación de comunidades autónomas.

## Obras
- República y Patria Mexicana. (1867)
- Las virtudes del socialismo.
- Manifiesto a todos los oprimidos y pobres de México y del universo. (1869)